# Phenagoniates
Genre
Phenagoniates est un genre de poissons téléostéens de la famille des Characidae et de l'ordre des Characiformes. Le genre Phenagoniates est mono-typique, c'est-à-dire qu'il n'est composé que d'une seule espèce, Phenagoniates macrolepis.

## Liste d'espèces
Selon FishBase (12 juin 2015):
- Phenagoniates macrolepis (Meek & Hildebrand, 1913)